# 大仙市立豊成中学校
大仙市立豊成中学校（だいせんしりつ ほうせいちゅうがっこう）は、秋田県大仙市豊岡にあった公立中学校。学校区は、旧中仙町東部であった。  

## 概要
奥羽山脈を源とする斉内川や小滝川が流れる自然豊かな大仙市東部に位置し、学校周辺には秋田県内唯一の国宝（線刻千手観音等鏡像）が納められている水神社や十六沢城址などがある。歴史があり，豊かな自然に囲まれたこの地域の文化発信拠点であった同中学校は，大曲仙北地区の中学校で一番歴史の長い学校であった。
- 敷地面積：m2
- 校舎面積：m2
- 屋内運動場面積：m2
- 屋外運動場面積: m2

## 教育目標
- 輝く瞳　未来に向かって　学びを深め　心を開き　道を拓く

## 沿革
以下、注釈の無い項目は学校の公式サイトの情報によるもの。
- 1953年　豊岡豊川両村組合立豊成中学校創立
- 1955年　町村合併で中仙町立豊成中学校と改称
- 1982年　全県少年野球大会で4強進出
- 1989年　全県総体テニスで女子団体優勝
- 1991年　全県春季野球大会準優勝、全県総体テニス準優勝
- 1992年　全県吹奏楽コンクールで金賞
- 1998年　全県総体テニスで女子団体優勝、東北総体テニスで女子団体準優勝、 全県吹奏楽コンクールで金賞
- 1999年 全県総体卓球で男子団体3位
- 2002年 全県少年野球大会出場、創立50周年式典挙行
- 2004年 全県吹奏楽コンクールで2年連続となる金賞
- 2005年 市町村合併で大仙市立豊成中学校と改称、生徒会の「空き缶出張回収」が県の環境大賞受賞
- 2007年 全国アルミ缶リサイクル優秀校受賞
- 2008年 ボランティアアワードコミュニティ賞受賞、毎日カップ「中学校体力つくり」コンテストで全国優良賞3年連続受賞
- 2009年 ボランティアアワード・コミュニティ賞2年連続受賞
- 2012年 創立60周年記念式典挙行
- 2014年 秋田県教育委員会指定　教育研究協力校「小・中連携実践研究モデル校」
- 2015年 小・中連携実践研究モデル校公開研究会
- 2016年 森林環境学習指定校
- 2018年 秋田県学校緑化コンクール　学校林等活動の部　東北森林管理局長賞受賞
- 2019年 秋田県学校緑化コンクール　学校林等活動の部　秋田県教育委員会教育長賞受賞
- 2021年 大仙市立中仙中学校に吸収され閉校

## 校章
- 校章のページを参照。
- 学校設立当時、この付近は柏木野と呼称される原野であった。そこで、神木である柏を用いて校章を作成することにし、柏の葉6枚を重ね合わせ雪の結晶を表し、車胤、孫康の故事にある「蛍雪」を表現した。昭和28年7月、当時の鈴木富久先生が考案した。

## 校歌
- 校歌のページを参照。
- 作詞　花津谷修一郎、作曲　小野崎晋三

## 部活動
- 野球
- 卓球男女
- ソフトテニス
- 吹奏楽部[3]

## 進学前小学校
- 大仙市立豊岡小学校[4]
- 大仙市立豊川小学校

## 最寄駅
- 鶯野駅
- 羽後長野駅

## アクセス
- 羽後交通　　角館・六郷線　豊川郵便局前下車

## 著名出身者
- 高川定子 (バスケットボール日本代表)

## 学区内周辺

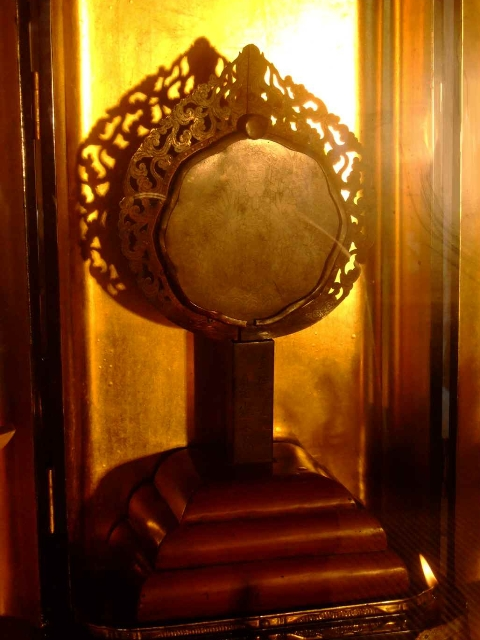
線刻千手観音等鏡像
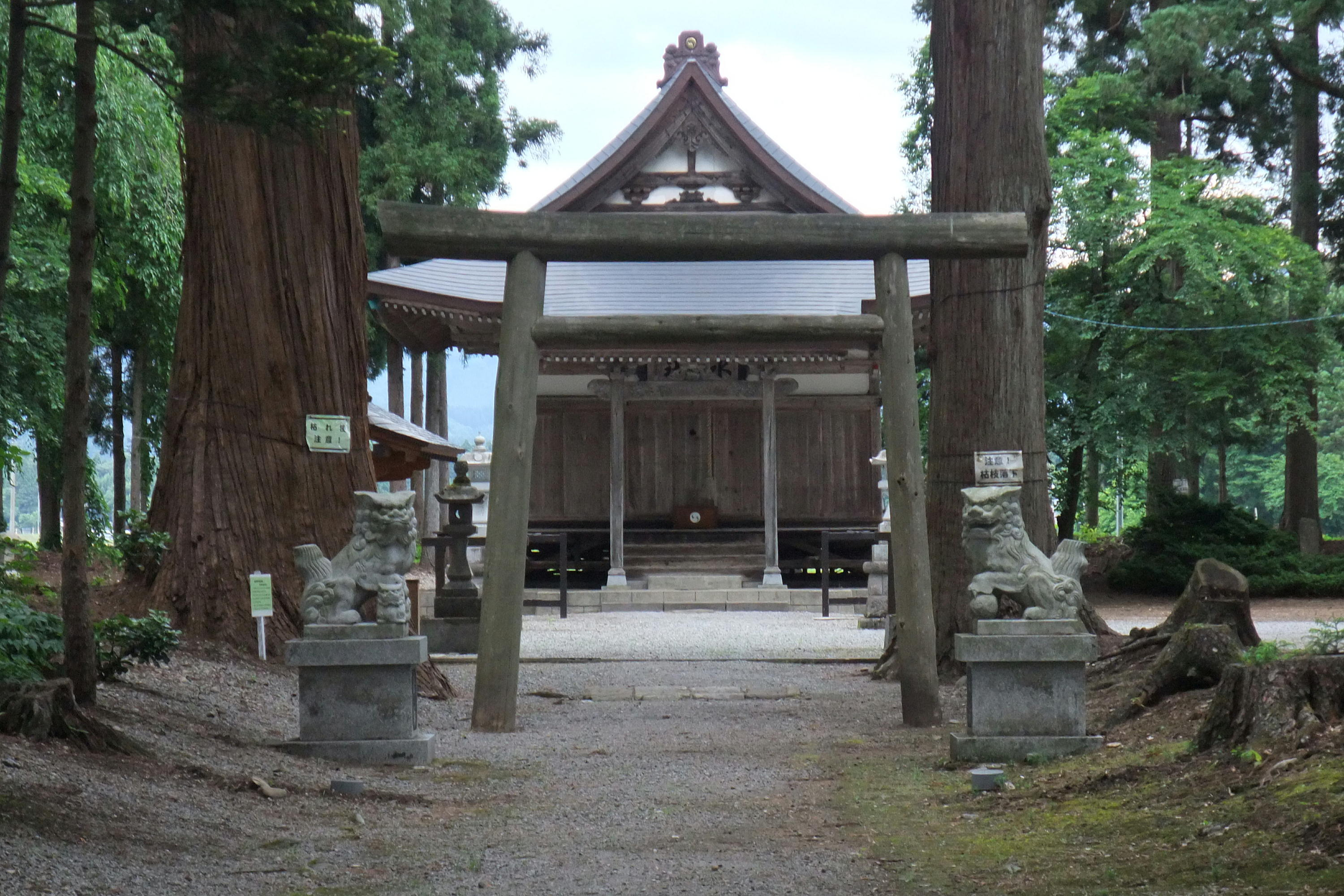
秋田県大仙市・水神社

- サンビレッジ中仙
- 中仙東保育園
- 豊成駐在所
- 豊岡郵便局
- 荒井野農村公園
- 野田野農村公園
- 高野八幡神社